# Leucochrysa (Nodita) amazonica
Leucochrysa (Nodita) amazonica is een insect uit de familie van de gaasvliegen (Chrysopidae), die tot de orde netvleugeligen (Neuroptera) behoort. 
Leucochrysa (Nodita) amazonica is voor het eerst wetenschappelijk beschreven door Navás in 1913.